# Chiesa del Purgatorio (Palo del Colle)
La chiesa del Purgatorio di Palo del Colle sorge di fronte alla chiesa madre. Fu costruita nel 1669-73, mentre la facciata è del 1708. È un fulgido esempio di stile barocco. II portale centrale è arricchito di un piccolo gruppo di sculture, cui sovrasta un orologio solare del 1881. II robusto e severo campanile è del 1734. Questa chiesa fu costruita per i nobili di Palo

## Storia
Nei primi giorni del 1645, don Giulio Polignano, arciprete di Palo, con altri quattro sacerdoti (don Antonio de' Antoniis, don Leonardo Danisi e don Pier Mancino) e sessanta laici (secolari) palesi, chiese a don Diego Sersale, Arcivescovo di Bari, l'autorizzazione di poter fondare un Pio Monte seu Compagnia per lo Suffragio delle Anime del Purgatorio. Con l'assenso, concesso il 27 gennaio dello stesso anno, il Prelato predispose anche che fosse concesso l'uso dell'altare di Sant'Antonio, all'epoca esistente nella chiesa matrice (odierna Santa Maria La Porta), alla neofita Congrega per celebrare le messe. Nel 1667, con atto rogato il 22 agosto dal notaio Leonardo Mininni di Palo, la Confraternita acquistò dagli eredi di Nicolò Sanges Navarra, con le elemosine racimolate allo scopo di poter erigere un proprio tempio, una casa diruta sita avanti al Castello. Il 9 maggio 1668, forti del permesso ottenuto dalla Casa di Conversano (gli Acquaviva d'Aragona – signori di Palo -), la Congrega, riunitasi nella chiesa matrice, deliberò la costruzione della nuova chiesa e affidò l'incarico di portarla a termine (Deputati della fabbrica) a don Francesco Sellitti (priore), don Antonio de Filippis, don Francesco Valcarcer e al medico don Scipione Puteo. I lavori iniziarono nel 1669 e furono terminati quattro anni dopo, dunque, il 6 agosto 1673 la pia associazione poté riunirsi per la prima volta nella nuova chiesa (che si chiamò delle Anime del Purgatorio sotto il titolo della Concezione di Maria Santissima e di San Michele Arcangelo) per eleggere le nuove cariche sociali: don Francesco Sellitti (priore), don Antonio de Filippis (depositario), don Lazzaro Saccente (esattore), don Felice Gaeta e don Scipione Puteo (consiglieri), il sacerdote don Leone e l'arciprete Coce (razionali).
La Confraternita e la chiesa del Purgatorio, conobbero una rapida popolarità dovuta non soltanto al pio culto delle trapassate anime purganti dei locali ma, soprattutto, al concorrere di circostanze determinatesi sia dall'istituzionale conflittuale rapporto esistente tra i Padri Domenicani - presenti sul territorio con strutture, censi, organizzazione e operosità proprie e autonome - e il Capitolo della chiesa matrice, sia dalla non facile convivenza tra la componente laica degli amministratori della pia istituzione e quella sacerdotale, riuscendo, quindi, in questo contesto, a focalizzare e coagulare l'interesse politico-religioso dei Palesi. La Congrega, amministrata da ventiquattro confratelli detti Vocali, dodici laici e altrettanti religiosi, sin dagli albori della sua fondazione, con il trascorrere del tempo dovette conoscere parecchi problemi di sovranità gestionale dovuti alla invadente attività clericale di condizionamento con il conseguente crescente insorgere di frizioni tra le parti (realtà che non dovette sfuggire alle Autorità politiche locali e non), tanto da vedersi recapitata, il 1º ottobre 1780, dal Governatore di Palo (Michele de Bernardi di Bitritto) una lettera del Delegato della Real Giurisdizione (marchese Vargas Maciucca) nella quale si notificava esplicitamente la proibizione di iscrizioni ulteriori, per i sacerdoti, alla chiesa del Purgatorio (dichiarata mera laicale) e negando agli stessi ogni voce in capitolo in merito alla gestione e organizzazione della medesima. Il 9 ottobre dello stesso anno, giorno di elezione dei nuovi amministratori, uniformandosi alle disposizioni imposte dal Delegato della Real Giurisdizione, i confratelli religiosi non si presentarono. Evidentemente l'esclusione repentina e immediata fu mal tollerata dagli esclusi i quali si resero autori di gesti e comportamenti destabilizzanti tanto da indurre lo stesso marchese Maciucca a ordinare al Governatore de Bernardi, il 7 novembre 1780, di vigilare sulle azioni dei sacerdoti e di diffidarli dal compiere atti intimidatori e di minaccia verso i novelli amministratori eletti della Confraternita la quale, comunque, preoccupata dal comportamento dei prelati e temendo che questi potessero recare danno alla chiesa del Purgatorio, chiese il Regio Assenso sia sulle regole di gestione sia sulla fondazione della stessa. L'Atto (su cui si confermava l'esclusione dei religiosi dal governo del Tempio; l'opportunità necessaria a che il numero dei Vocali non superasse la consistenza di ventiquattro e stabilendo che i censi della Confraternita fossero utilizzate per sole attività caritative e assistenziali), fu concesso e firmato da Ferdinando IV il 6 febbraio e giunse a Palo il 31 dello stesso mese e anno 1781 (per l'occasione si resero le grazie al Signore col canto del Te Deum nella Chiesa del Purgatorio, dove assistette il feudatario Principe della Rocca.Don Giovanni Battista III Filomarino).
Constatando che in corrispondenza dell'altare del S.S. Crocifisso ne mancasse un altro, risultando così poco armonioso l'impianto planimetrico generale – inizialmente quadrangolare -, su proposta del priore, il 7 agosto 1678 la Confraternita accettò che la sacra mensa fosse edificata da un fratello di costui (il quale, sotto il titolo di Sant'Anna e di San Giuseppe, godeva di un beneficio con l'obbligo di costruire un altare a sue spese dove meglio volesse) a condizione che gli si fosse concesso il patronato della sottostante struttura sepolcrale. L'altare, situato nella navata sinistra, fu eretto e adornato con un dipinto raffigurante la Sacra Famiglia (con Sant'Anna e San Gioacchino), con in basso a sinistra, lo stemma dei Sellitti (l'opera fu realizzata da Nicolò Gliri di Bitonto nel 1678). 

## Descrizione

### Esterni
Nel 1708 venne ultimato il prospetto principale della chiesa, al costo di 417 ducati. Una trabeazione lo suddivide orizzontalmente in due ordini, il superiore, a sua volta ritmato da lesene in tre scomparti, accoglie tre nicchie con altrettante statue lapidee raffiguranti l'Immacolata, San Rocco e San Nicola Pellegrino patrono di Trani (opere del 1722 di Giovanni Altieri di Giovinazzo). L'ordine inferiore, ritmato anch'esso da lesene, termina con una zoccolatura in pietra dall'aspetto massiccio. Sulla facciata si aprono tre portali. Il centrale (principale) è costituito da lesene doriche che sorreggono la trabeazione ed è sormontato da un frontone carico di decorazioni e sculture (San Michele e le Anime purganti). Nel fregio si legge l'iscrizione - scolpita - Stendi la mano affinché San Michele con l'ausilio della Vergine liberi le anime che il fuoco purgante brucia. Al di sopra si evidenzia una elegante meridiana incastonata nel prospetto nel 1880. Nei corrispettivi fregi dei portali secondari destro e sinistro si leggono, anch'essi a loro volta incisi, le iscrizioni Perdonami perché abbia refrigerio e nell'altro, oltre la data dell'inizio dei lavori 1669, vi è: Volgiti e abbi pietà di me. Nel 1734, su progetto dell'architetto Vito Valentini di Bitonto, per esigenze architettoniche di completamento della facciata principale, ma anche di puntellamento statico e di contrasto alla tendenza allo slittamento verso sinistra dell'intero manufatto, furono terminati i lavori di costruzione del campanile (deliberati nel 1728 e iniziati nel 1733) a pianta quadrata su due piani con finestre e balaustre che si aprono sui quattro lati del secondo livello con l'attacco al cielo costituito da cornice sagomata sormontata da una tetraedrica cuspide.

### Interni
La descrizione dell'interno la si può suddividere in due parti. L'originaria del 1673, quadrangolare: otto colonne binate rivestite di stucco, sorreggono un tamburo quadrato decorato da cinque tele raffiguranti la Gloria di Cristo, opere di don Vito De Filippis di Triggiano dipinte nel 1673. Lesene con capitelli in stile corinzio, modulano e ritmano i muri perimetrali laterali mentre quattro finestre, intervallate da otto quadri dello stesso De Filippis (raffiguranti antichi profeti), assicurano l'illuminazione del vano e del soffitto (intagliato e impreziosito da quattro angeli scolpiti in legno – opera del maestro Gaetano Troisi). Due altari sono posizionati rispettivamente sulla parete di destra, il primo (denominato del Crocifisso – dal quadro collocato su di esso (altare reso privilegiato in perpetuo  da papa Pio VI il 10 settembre 1776) -), a sinistra, come già accennato, il secondo con la tela del Gliri del 1678. L'altare maggiore era situato sulla parete di fondo, frontalmente rispetto all'ingresso principale, prima dell'ampliamento avvenuto nel XIX secolo. La Confraternita del Purgatorio, in previsione, appunto, di ampliare la chiesa, già nel 1780 aveva acquistato un terreno situato dietro il muro nord (quello dell'altare maggiore). Ottenuto il reale permesso, i lavori iniziarono vent'anni dopo e terminarono nel 1803. Oggigiorno, dunque, la chiesa del Purgatorio risulta tripartita in navate. La centrale è delimitata a nord da un'abside che ospita una tela raffigurante l'Immacolata Concezione con san Michele e le anime purganti (opera del Gliri del 1672 – originariamente collocato sull'antico altare maggiore). In posizione centrale, sull'asse che divide i due elementi planimetrici (navata e abside) trova posto l'attuale altare principale. Sulle pareti delle navate laterali, in corrispondenza dell'odierna zona presbiteriale, furono costruiti due nuovi altari simili ai già descritti e adornati da due dipinti (raffiguranti, su quello di sinistra l'Arcangelo Raffaele e Tobia, La Natività sul destro - opere di Samuele Tatulli di Palo -). Del patrimonio artistico proprio alla chiesa del Purgatorio, fanno parte un'altra tela del Tatulli (La Lavanda), cinque del pittore Giuseppe Porta di Molfetta (La moltiplicazione dei pani, La Resurrezione di Lazzaro, L'ultima cena, La piscina probatica e San Luigi), una di Carlo Rosa (San Giovanni Battista) del 1668 e molte altre opere minori di autori ignoti. L'organo settecentesco, sistemato sulla contaffaciata interna dell'ingresso principale – opera del maestro Giuseppe Rubino di Acquaviva – costò alla Confraternita 196 ducati e grana 60 che ne deliberò la costruzione nel 1751. L'aspetto attuale interno della chiesa è frutto dei lavori fatti eseguire dal priore Giuseppe della Mura nel 1888 e commissionati a maestri artigiani pugliesi per la parte riguardante gli stucchi. La pavimentazione dell'abside, così come la balaustra che in pratica delimita l'antica originaria chiesa dall'ampliamento ottocentesco, fu eseguita da una ditta del Nord Italia: la Ghilardi di Milano.